# Villa Bianca (Salonicco)
Villa Bianca (nota anche come Villa Fernandez) è una storica residenza art nouveau della città di Salonicco in Grecia.

## Storia
La villa venne eretta tra il 1911 e il 1913 secondo il progetto dell'architetto Pietro Arrigoni per Dino Fernandez Diaz, un ricco commerciante e industriale di origine sefardita. Questi diede il nome di Villa Bianca alla residenza in omaggio a sua moglie, Blanche, di origine svizzera.
La villa passò quindi a sua figlia Alina, che vi visse con suo marito, il luogotenente Aliberti, di fede cristiana. La proprietà venne infine confiscata e utilizzata dai tedeschi durante l'occupazione della Grecia da parte dell'Asse. Per scappare ai nazisti Dino Fernandez Diaz e altri membri della sua famiglia fuggirono in Italia, ma vennero assassinati a Meina sul Lago Maggiore tra il 22 e il 23 ottobre 1943 dalle SS nel contesto dell'eccidio del lago Maggiore.
La villa appartiene oggi alla municipalità ed ospita la galleria d'arte municipale.

## Descrizione
L'edificio presenta uno stile art nouveau stemperato da influenze eclettiche.

## Galleria d'immagini

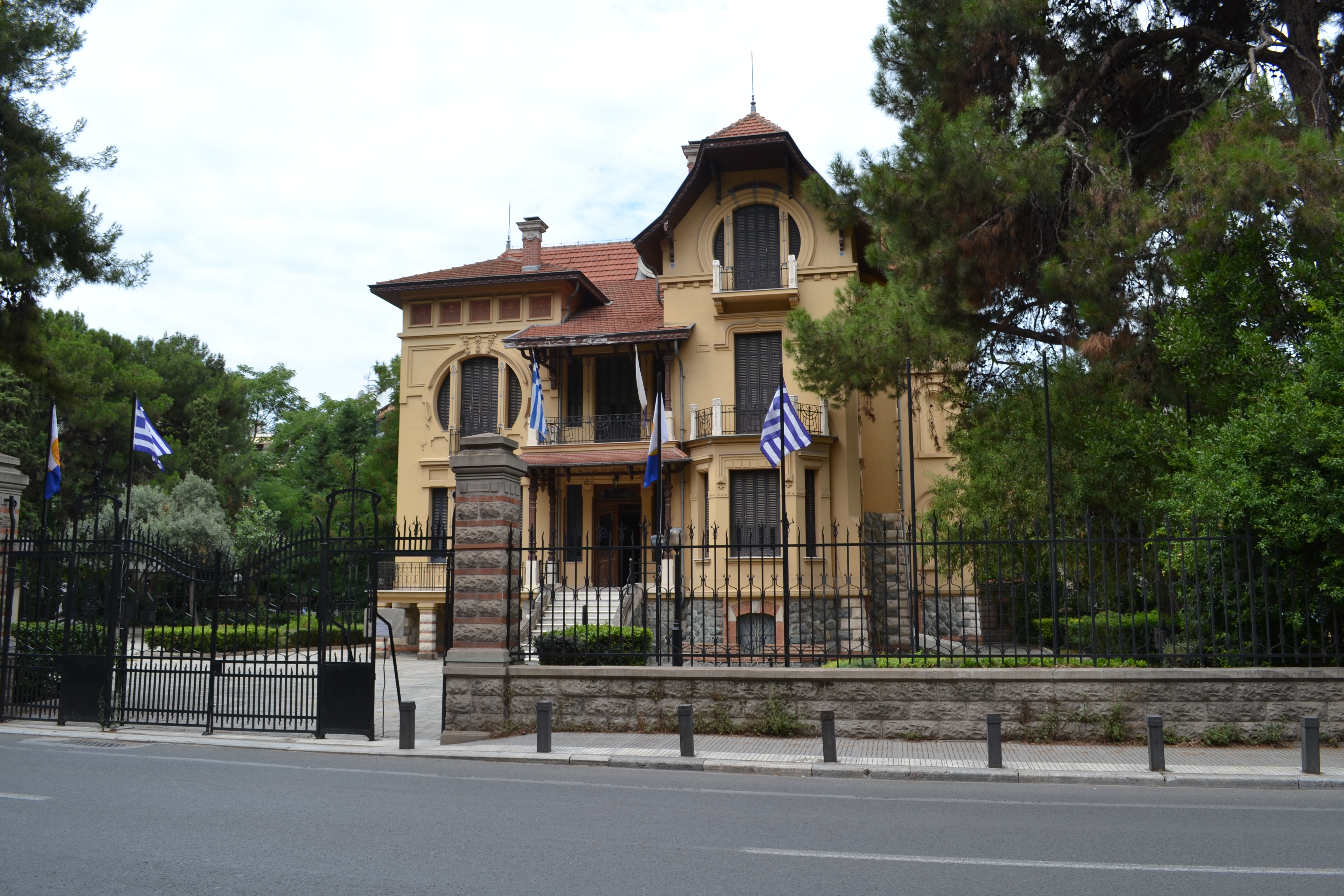